# Hister haroldi
Hister haroldi är en skalbaggsart som beskrevs av Sylvain Auguste de Marseul 1864. Hister haroldi ingår i släktet Hister och familjen stumpbaggar. Inga underarter finns listade i Catalogue of Life.